# Alessandro Gloria
Alessandro Gloria (Roma, 7 luglio 1883 – Genova, 24 ottobre 1970) è stato un generale italiano veterano della guerra italo-turca e della prima guerra mondiale, che nel corso della seconda guerra mondiale ricoprì l'incarico di comandante della 37ª Divisione fanteria "Modena" nella campagna di Grecia, e della 25ª Divisione fanteria "Bologna" nell'offensiva finale dell'Asse, che portò gli italiani ad El Alamein (Egitto) nell'estate 1942. Rientrato in Patria il 6 dicembre 1942, assunse poi il comando del V Corpo d'armata in Dalmazia, e a partire dal luglio 1943 del XXXV Corpo d'armata di stanza a Bolzano. Cercò di impedire l'ingresso delle truppe tedesche in Italia dopo la caduta del fascismo, arrivando anche a minacciare l'intervento armato contro i reparti germanici. Decorato con la Croce di Ufficiale dell'Ordine militare di Savoia, di cinque Medaglie di bronzo al valor militare e della Croce di Ufficiale dell'Ordine della Corona d'Italia.

## Biografia
Nacque a Roma il 7 luglio 1883, figlio di Gaspare a Maria Sacchi. Arruolatosi nel Regio Esercito, il 3 novembre 1901 fu ammesso a frequentare la Regia Accademia Militare di Artiglieria e Genio di Torino, al termine della quale è assegnato all'arma di artiglieria come sottotenente in data 7 settembre 1903.
Promosso prima tenente e poi capitano, combatté in Libia nelle file del 7º Reggimento artiglieria da campagna durante la guerra italo-turca (1911-1912) e poi presso il 32º Reggimento artiglieria da campagna durante il corso della Grande Guerra.
Promosso maggiore al termine del conflitto, passò successivamente a prestare servizio presso il 19º Reggimento artiglieria pesante campale, e nel 1920 fu trasferito in servizio presso il Comando della Divisione Militare di Torino. Dopo un lungo periodo quale insegnante presso la locale Scuola di guerra divenne tenente colonnello e poi colonnello nel 1930, passando a disposizione del Comando del Corpo d'Armata della Città Sabauda. In seguito assunse il comando dell'8º Reggimento artiglieria pesante campale, e divenne giudice supplente presso il tribunale militare territoriale di Roma dal 1 luglio 1931 al 10 febbraio 1933.
Tra il 26 giugno 1933 e il 30 settembre 1935 prestò servizio presso lo Stato maggiore dell'esercito a Roma, e dal 1 ottobre 1935 al 1 febbraio 1937 fu comandante del 17º Reggimento artiglieria "Sforzesca" per poi esser assegnato al Corpo d'armata di Alessandria.
Promosso generale di brigata il 1º luglio 1937 fu nominato comandante del III settore di copertura, ricoprendo tale incarico fino al 10 aprile 1938 quando divenne vice comandante della 3ª Brigata fanteria "Monferrato". Il 31 marzo 1939 fu nominato comandante dell'artiglieria contraerea di Genova.
Generale di divisione dal 1º gennaio 1940, assume il comando della 37ª Divisione fanteria "Modena" con la quale, dopo l'entrata in guerra del Regno d'Italia, avvenuta il 10 giugno dello stesso anno, prese parte alle operazioni sulla frontiera alpina occidentale.
Il 24 novembre 1940 partì urgentemente con la sua Unità per il fronte greco albanese ed il 29 rimase ferito e venne sostituito dal generale Luigi Trionfi. Riassunse il comando della "Modena" il 1 febbraio 1941, rimanendo in Grecia anche dopo la fine delle operazioni in quel settore, avvenuta nel mese di aprile. Il 5 maggio assunse il comando interinale del XXVI Corpo d'armata. Il 25 agosto 1941 fu trasferito in Libia (dove giunse il 31 agosto) al comando della 25ª Divisione fanteria "Bologna" svolgendovi tutto il ciclo operativo sino alla battaglia di El Alamein nel novembre 1942. Rimpatriato in Italia il 6 dicembre, il 15 dello stesso mese fu promosso generale di corpo d'armata rimanendo a disposizione del Ministero della guerra sino al 9 gennaio 1943, quando viene assegnato al comando del V Corpo d'armata operante in Dalmazia.
Dal 5 maggio dello stesso anno rientrò a Roma, rimanendovi sino al 27 luglio, quando fu assegnato al comando del XXXV Corpo d'Armata avente Quartier generale a Bolzano. Per quanto il Maresciallo d'Italia Pietro Badoglio avesse dichiarato, subito dopo la caduta del fascismo, avvenuta il 25 luglio, che la guerra sarebbe continuata a fianco della Germania, ai tedeschi appariva oramai chiaro che il governo italiano stava trattando la resa con gli Alleati.
Decisi a contrastare tale proposito le truppe tedesche, anziché transitare dal Brennero per raggiungere le zone di operazioni, incominciarono ad attestarsi nelle valli alpine, occupando, oltre ai valichi alpini, le località strategicamente più importanti. Egli tentò in ogni modo di contrastare tali operazioni, ma non riuscì ad opporsi energicamente ai tedeschi, disposti anche allo scontro armato con gli italiani per arrivare al loro scopo. Tuttavia quando da Innsbruck il comandante del neocostituito Auffrischungsstab München, generale Valentin Peter Feuerstein, gli comunicò l'ingresso in territorio italiano della 44. Infanterie-Division, egli rispose bruscamente che tale unità non poteva entrare, arrivando a minacciare l'intervento armato per opporvisi.
All'atto dell'armistizio dell'8 settembre 1943 fu catturato dai tedeschi il giorno dopo, presso il suo comando,  e poi internato nel campo di concentramento per generali 64/Z di Shokken (oggi Skoki), in Polonia. Rientrò in Italia dopo la fine del conflitto, nell'ottobre 1945, venendo collocato in congedo assoluto il 7 luglio 1956. Si spense a Genova il 24 ottobre 1970.

### Annotazioni
1. ↑  La gravità di tale situazione era ben nota al Comando dell'Arma dei Carabinieri di Trento, che manteneva sotto controllo il transito delle truppe e degli armamenti tedeschi. Da alcune fonti si era venuti a conoscenza che il generale Albert Kesselring, nel corso di una riunione segreta tenutasi ad Egna il 3 settembre, aveva annunciato l'imminente occupazione della regione.
2. ↑  Venne catturato alle 2:00 della notte del 9 settembre da elementi della 44. I.D. tedesca presso la sede del Comando Truppe Alpine a Bolzano.

### Fonti
1. 1 2 3 4 5 6 7 8 9  Generals.
2. 1 2 3 4  Pettibone 2010, p. 116.
3. ↑  Pettibone 2010, p. 88.
4. ↑  Pettibone 2010, p. 135.
5. ↑  Pettibone 2010, p. 80.
6. ↑  Pettibone 2010, p. 89.
7. 1 2 3  Cultura Trentino.
8. 1 2   Alessandro Gloria, su quirinale.it. URL consultato il 18 maggio 2019.
9. ↑  Gazzetta Ufficiale del Regno d'Italia n.178 del 30 luglio 1941, pag.22.